# M15/42
El M15/42 fue el último tanque medio italiano producido durante la Segunda Guerra Mundial. Estaba basado en los anteriores tanques medios M13/40 y M14/41, siendo construido a partir de las lecciones aprendidas durante la Campaña del norte de África.
Este tanque iba a ser un vehículo provisional hasta que el tanque pesado P26/40 pudiese ser producido en cantidad suficiente.: 14  No llegó a combatir en el norte de África, el frente en donde se había planificado su despliegue, pero sirvió en Italia y Yugoslavia con el Heer y el Waffen-SS.

## Desarrollo y características
Después de observar las deficiencias de los tanques medios M13/40 y M14/41, el Regio Esercito decidió que necesitaba un tanque provisional hasta que el tanque pesado P26/40 entrase en producción.: 8–14  Los M13/40 y M14/41, aunque comparables con sus primeras contrapartes británicas y Aliadas, tenían varias deficiencias graves que los hacían inadecuados para operar en los desiertos del norte de África. Además sus cañones, aunque adecuados contra la mayoría de tanques medios, no podían perforar el blindaje más grueso de los nuevos tanques británicos que en ese entonces estaban siendo desplegados en el norte de África.
A comienzos de 1941, los italianos intentaron crear un tanque, el M16/43 o "Tanque rápido mediano sahariano", usando como modelo un tanque británico Crusader A15 capturado.: 16  Aunque el prototipo tuvo un buen desempeño en las pruebas, el modelo fue cancelado en 1943; para aquel entonces, Italia había perdido sus territorios del norte de África y ya no necesitaba un tanque rápido construido para operar en los desiertos norteafricanos. Durante el desarrollo de este tanque, los alemanes ofrecieron sus tanques medianos Panzer III y Panzer IV para ser producidos bajo licencia, con la condición que ellos suministrarían la mitad de los materiales necesarios para la producción, así como todos los cañones y miras para los tanques. Como los italianos no deseaban entregar sus fábricas a los alemanes, rehusaron la oferta y en su lugar decidieron concentrarse en el desarrollo de una versión mejorada del M14/41.
Este tanque sería 12 cm más largo que el M14/41, estaría armado con un nuevo cañón de 47 mm que había sido destinado para el M16/43, sería propulsado por un nuevo motor de gasolina (el FIAT SPA 15TB M42, de 12 litros y 192 cv, elegido a causa de una escasez de diésel en Italia) con una nueva caja de cambios.: 16–17  Su designación oficial italiana era Carro Armato M 15/42. En ella figura el tipo de vehículo (Carro Armato; tanque), su categoría (la "M" viene de "medio"), su peso en toneladas (15) y el año de adopción (1942). Incorporaba mejoras aprendidas en las batalla del norte de África, como  un motor más potente y filtros de aire para enfrentar las duras condiciones del desierto. Pero el desarrollo del cañón y sus proyectiles significó que no pudo entrar en producción hasta el 1 de enero de 1943, cuando ya era obsoleto.: 17 
La torreta tenía un cañón de 47 mm mejorado (en comparación al M13), con una elevación de +20 grados y una depresión de -10 grados. Esta podía rotar a 360 grados y era accionada por un motor eléctrico.: 16–17  El cañón podía disparar proyectiles de carga hueca, alto poder explosivo y antiblindaje. El armamento secundario consistía en tres ametralladoras Breda M38 de 8 mm, dos montadas en el glacis y una sobre el techo de la torreta para defensa antiaérea.

## Historial de combate
La producción del M15/42 empezó el 1 de enero de 1943 y fueron construidos unos 90 tanques antes del armisticio italiano del 8 de septiembre de 1943,: 17  tras el cual fueron empleados contra los alemanes en Roma por la 132.ª División blindada Ariete.
Después del armisticio, los alemanes confiscaron todos los M15/42 restantes y también encargaron la construcción de otros 28 tanques. En servicio alemán, el M15/42 combatió principalmente en Yugoslavia, con 85 tanques estacionados allí en diciembre de 1944. 

## Variantes

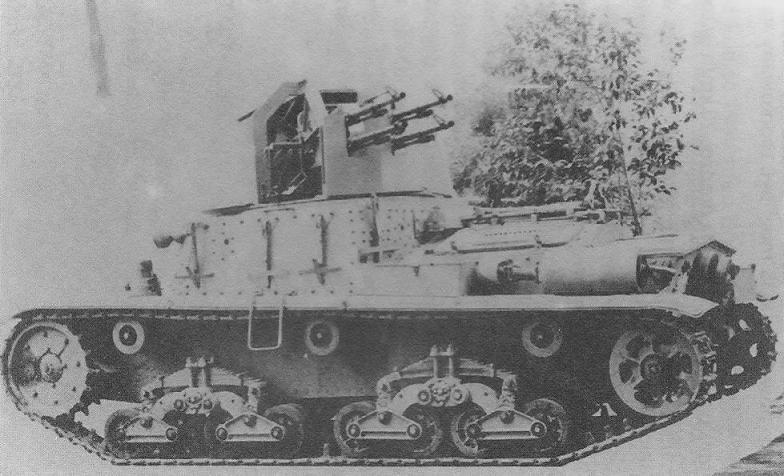
Semovente 20/70 quadruplo, capturado por los alemanes (1944)

A pesar de que se produjeron pocos M15/42 durante la guerra, su casco sirvió como base para varios modelos exitosos. Entre estos figuran el M15/42 Centro Radio (tanque de mando al que se le retiraron las ametralladoras del glacis para instalar equipos de radio) y tres cañones autopropulsados: el Semovente 75/34, el Semovente 75/46 y el Semovente 105/25.: 21  En 1943 se construyó el prototipo del cañón antiaéreo autopropulsado Semovente 20/70 quadruplo, armado con cuatro cañones automáticos Scotti-Isotta-Fraschini de 20 mm dentro de una torreta ligeramente blindada que iba sobre un casco de M15/42.: 17  Después del armisticio, los alemanes capturaron este vehículo y posiblemente lo emplearon como modelo para sus cañones antiaéreos autopropulsados que empleaban el casco del Panzer IV (Möbelwagen, Wirbelwind y Ostwind).[cita requerida]